# Републикански път III-4009
Републикански път IIІ-4009 е третокласен път, част от Републиканската пътна мрежа на България, преминаващ изцяло по територията на Търговишка област. Дължината му е 26,6 km.
Пътят се отклонява наляво при 230,7 km на Републикански път I-4 западно от град Търговище и се насочва на запад по южното подножие на Лилякското плато. Преминава последователно през селата Лиляк, Александрово и Горна Кабда, след което завива на север, минава през село Долна Кабда и слиза в долината на река Черни Лом. Там завива отново на запад и източно от село Априлово се свързва с Републикански път III-409 при неговия 26,9 km.
| Пътища, отклоняващи се надясно (населено място, № на пътя, посока на пътя) | km   | Пътища, отклоняващи се наляво (посока на пътя, № на пътя, населено място) |
| -------------------------------------------------------------------------- | ---- | ------------------------------------------------------------------------- |
| Община Търговище, I-4, 230,7 km ←                                          | 0,0  | ← 230,7 km, I-4, Община Търговище                                         |
| с. Лиляк                                                                   | 6,2  | с. Лиляк                                                                  |
| с. Лиляк                                                                   | 7    | → с. Лиляк, общински път (за с. Пайдушко)                                 |
| с. Александрово                                                            | 11,6 | с. Александрово                                                           |
| с. Пресиян                                                                 | 15,5 | → с. Пресиян, общински път (за с. Цветница)                               |
| с. Горна Кабда                                                             | 18,5 | с. Горна Кабда                                                            |
| Община Попово                                                              | 19,4 | Община Попово                                                             |
| с. Долна Кабда                                                             | 21,9 | с. Долна Кабда                                                            |
| (за с. Марчино) общински път ←                                             | 25,4 |                                                                           |
| (до с. Светлен) III-409, 26,9 km ←                                         | 26,6 | ← 26,9 km, III-409 (от 208,6 km на I-4)                                   |